# Gagarin (Kurzfilm)
Gagarin ist ein russischer animierter Kurzfilm von Alexei Charitidi aus dem Jahr 1994.

## Handlung
Auf einer Frühlingswiese geben sich verschiedene Raupen dem geselligen Verspeisen von Blättern hin. Nur eine Raupe schaut immer wieder sehnsüchtig den Libellen und Hubschraubern nach und will nichts mehr, als fliegen zu können. Ungeschickte Sprünge in die Luft enden jedoch immer mit einer schmerzhaften Landung. Zwei Menschen erscheinen und beginnen unweit der hinter einen Stock geflüchteten Raupen, Federball zu spielen. Als der Spielball nahe am Stock landet, kriecht die Raupe in den Ball. Beim anschließenden Spiel erlebt sie nun zum ersten Mal, wie sich Fliegen anfühlen muss.
Die anfängliche Begeisterung wandelt sich schnell, als sich der Ball in der Luft zu drehen beginnt. Der Raupe wird schwindelig und schlecht. Als der Ball auf die Erde fällt, schleppt sich die Raupe hinter ein Blatt und übergibt sich geräuschvoll. Wenig später sind die Raupen erneut ins Fressen vertieft, als sich eine nach der anderen in einen Schmetterling verwandelt und in den Himmel fliegt. Auch der ehemals flugbegeisterten Raupe wachsen Schmetterlingsflügel und sie reagiert niedergeschlagen. Ihr wird nun bereits beim Gedanken an das Fliegen schlecht und so übergibt sie sich erneut.

## Auszeichnungen
Auf den Internationalen Filmfestspielen von Cannes wurde Gagarin 1995 mit der Goldenen Palme in der Kategorie „Bester Kurzfilm“ ausgezeichnet. Auf dem Festival d’Animation Annecy gewann Gagarin den Publikumspreis und erhielt auf dem Ottawa International Animation Festival 1996 den Craft Prize sowie den Gordon Bruce Award für Humor.
Gagarin war 1996 für einen Oscar in der Kategorie „Bester animierter Kurzfilm“ nominiert, konnte sich jedoch nicht gegen Wallace & Gromit – Unter Schafen durchsetzen.